# Чайне ситечко

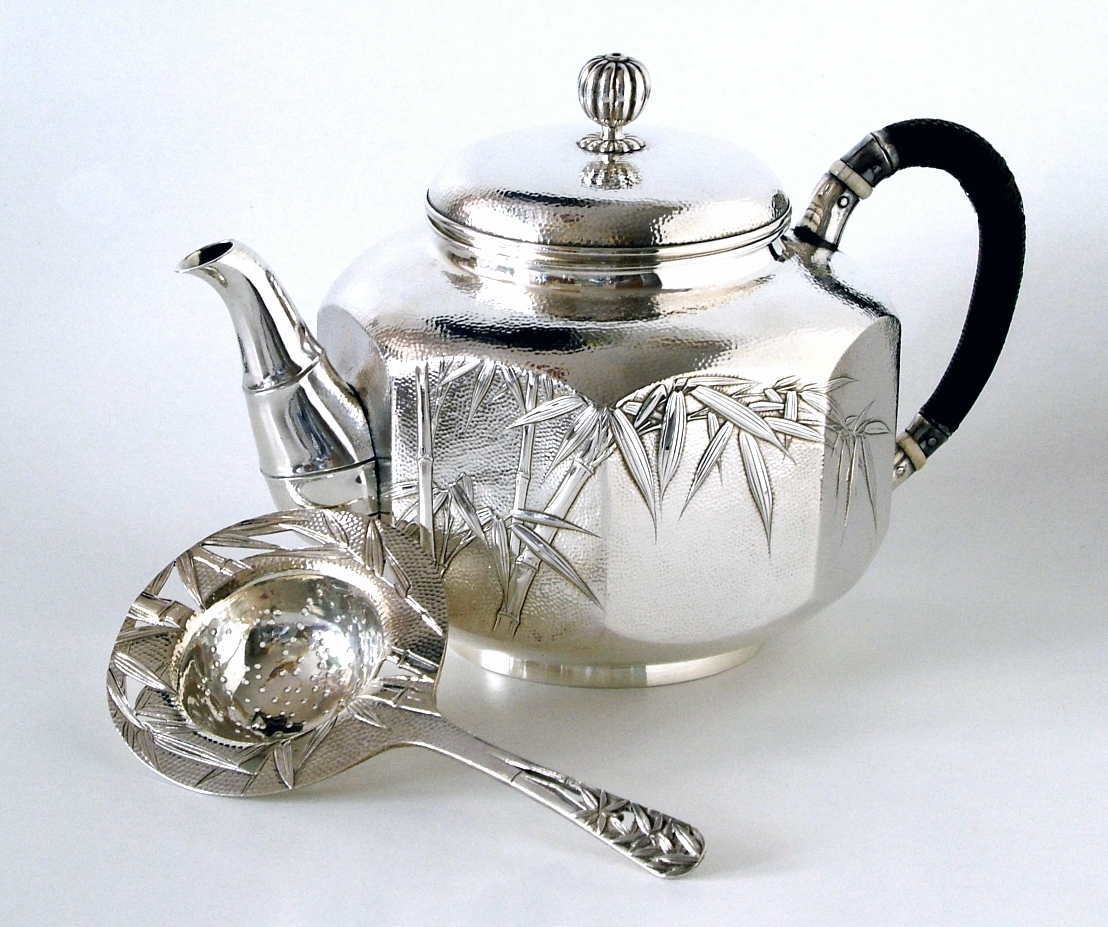
Японський срібний чайник для заварювання з ситечком

Чайне ситечко — невелике сито для відсіювання чаїнок при розливі чаю по чашках.
При заварюванні чаю традиційним способом в заварювальному чайнику заварка поміщається безпосередньо в чайник, що заливається окропом, і плаває в ньому. Для того, щоб чаїнки не потрапляли в напій, їх вловлюють над чашкою за допомогою сита.

## Історія
Спочатку чайні ситечка встановлювалися на чашку і мали відповідну форму й розмір, цей дизайн популярний і сьогодні. У другій половині XIX століття ситечка стали також підвішувати до носика чайника для заварювання.
У XX столітті використання чайного ситечка для заварювання чаю скоротилося в зв'язку з тим, що широке поширення отримав чайний пакетик.
Для виготовлення сита можуть використовуватися різні матеріали: срібло, нержавіюча сталь, порцеляна.

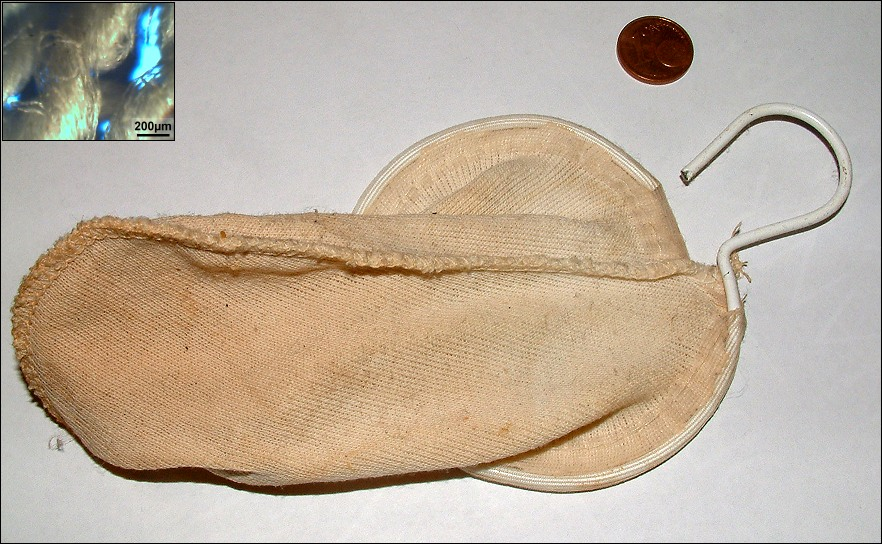
Чайне ситечко з тканини
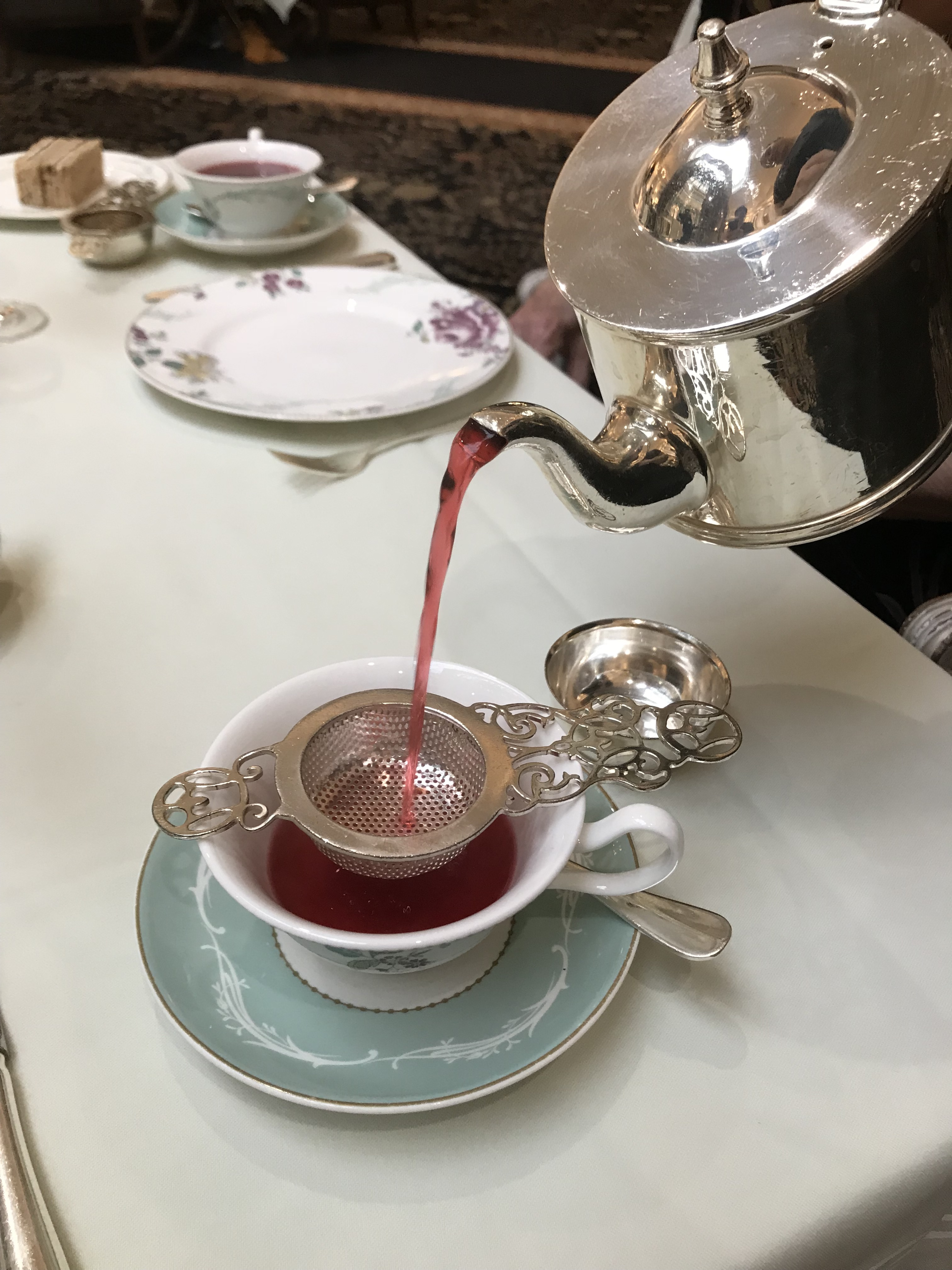
Декоративне чайне ситечко використовується при розливі каркаде
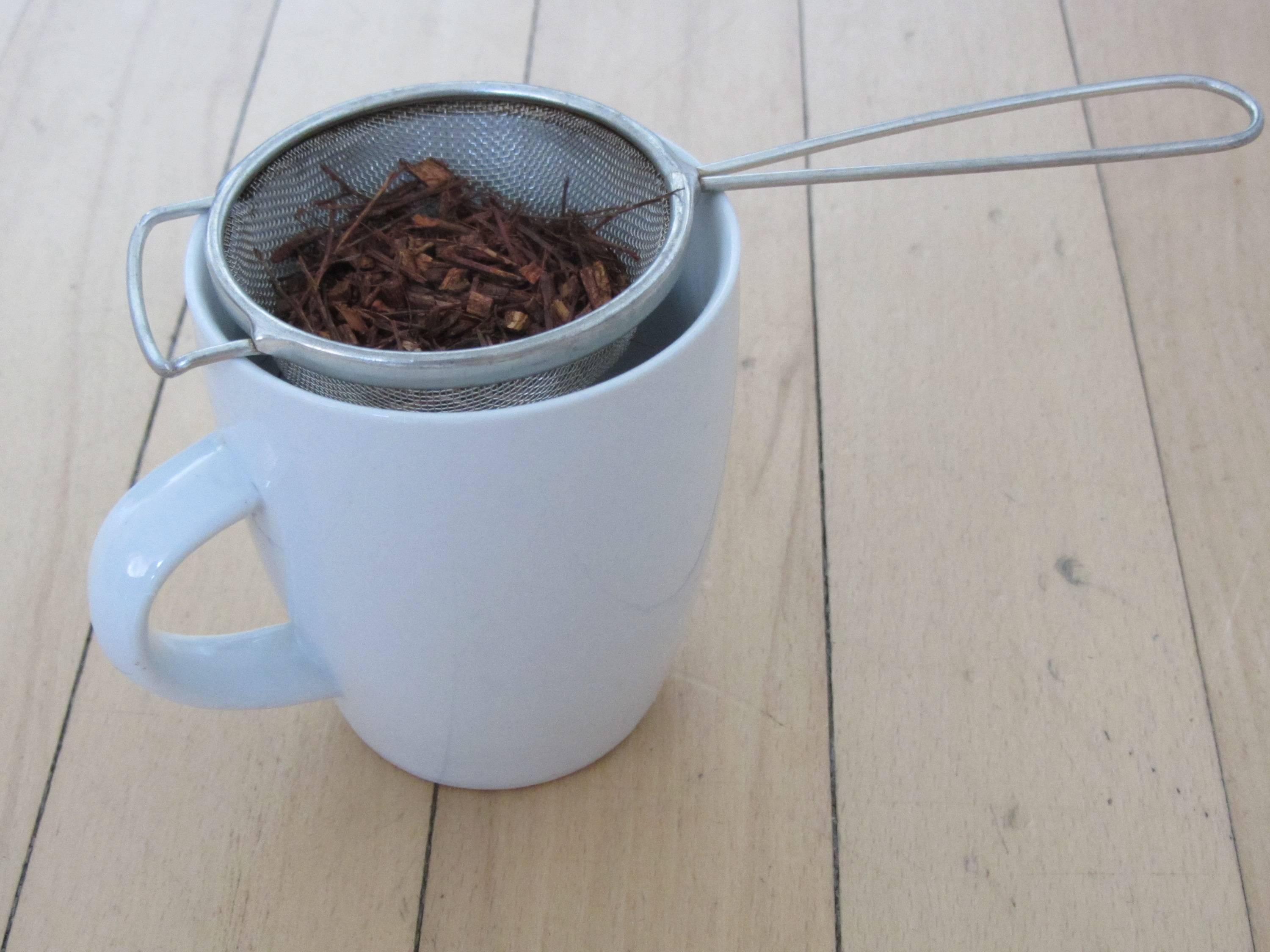
Використання чайного ситечка не для фільтрації чаю, а для заварювання чаю в кружці
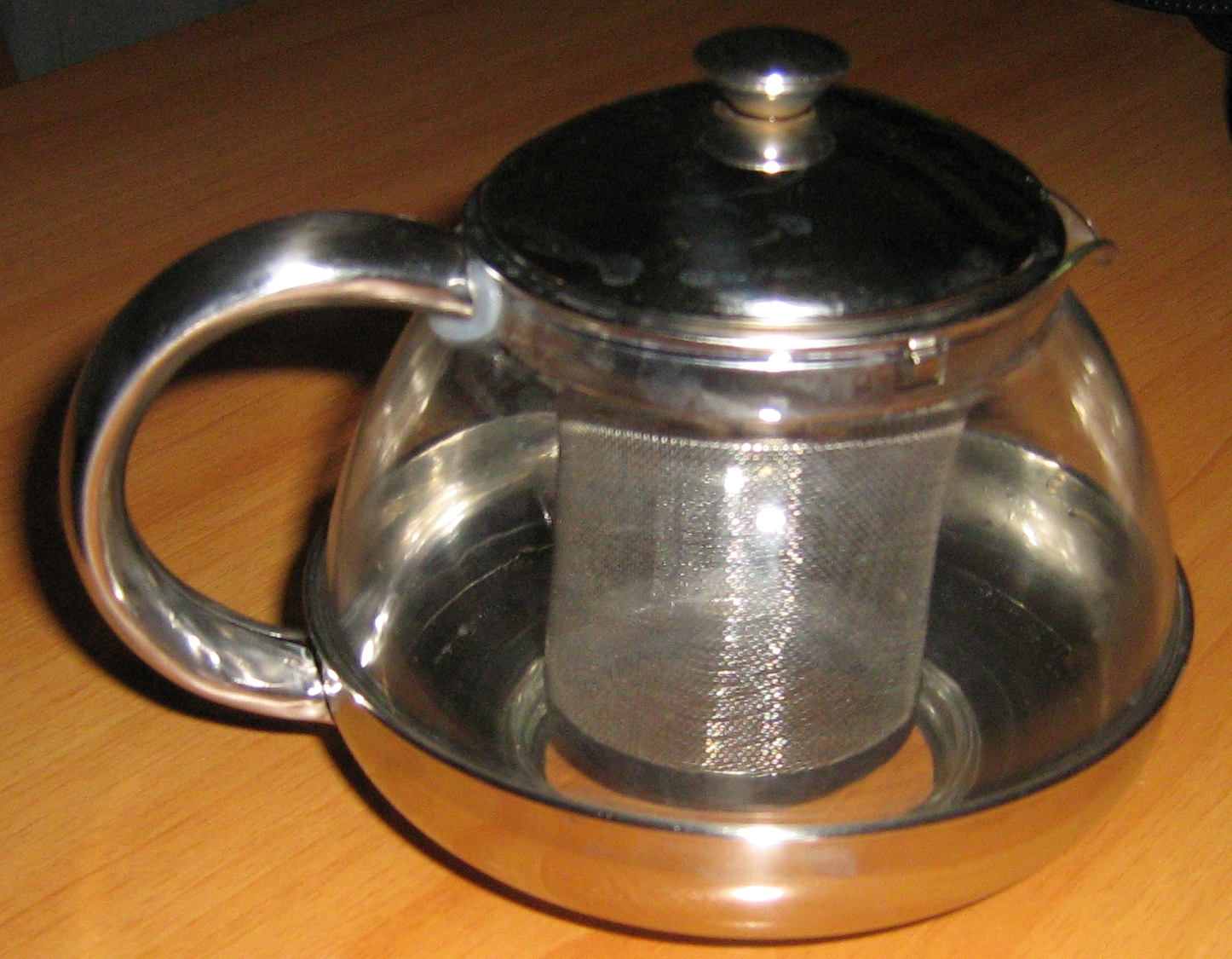
Сучасні скляні заварні чайники забезпечуються вбудованим фільтром-відсіком для заварки (з металевої сітки, скла або пластмаси)
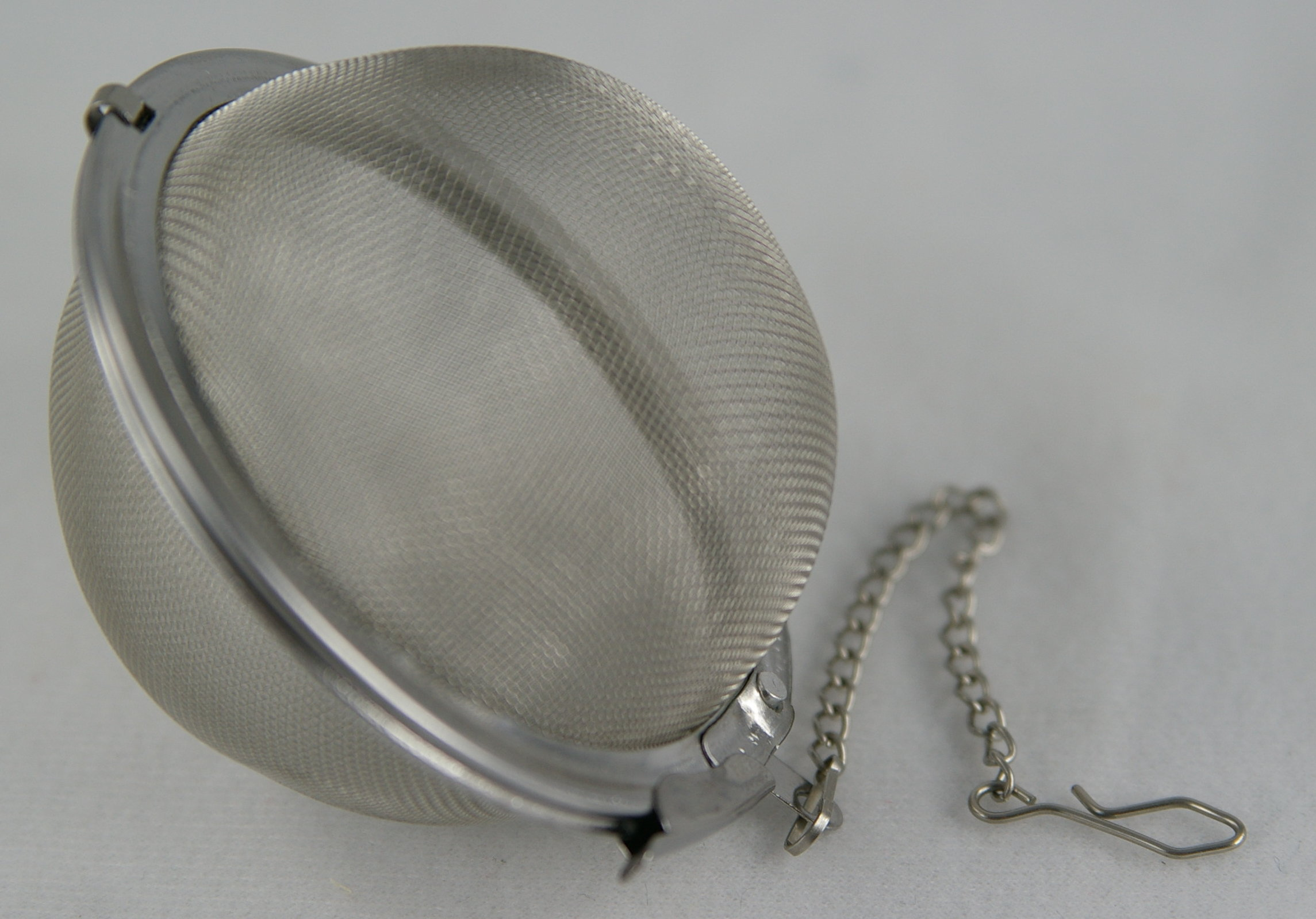
Сітковий чайний інфузер[en] для заварювання чаю безпосередньо в чашці

## У культурі
Головний герой книги «Дванадцять стільців» Остап Бендер використовує ситечко, щоб отримати стілець, в якому, можливо, заховані коштовності.